# 서은수
서은수(본명: 이정민 (李汀敏), 1994년 3월 2일 ~ )는 대한민국의 배우, 모델이다.

## 생애
서은수는 1994년 3월 2일 대한민국 부산광역시 해운대구에서 2녀 중 차녀로 출생한 그녀는 2015년 KT 광고 모델로 데뷔하였고 2015년 영화 《홍어》에 출연하며 배우로 데뷔한 것과 동시에 동년 연말에는 SBS 드라마 《질투의 화신》에 출연하여 스타덤에 올랐다.
대표 작품으로는 2016년 SBS 드라마 《낭만닥터 김사부》, 2017년 KBS 2TV 드라마 《황금빛 내 인생》, 2018년 tvN 《하늘에서 내리는 일억 개의 별》 등이 있다.

## 학력
- 2007년 ~ 2010년 해운대여자중학교
- 2010년 ~ 2013년 해운대여자고등학교
- 2013년 ~ 한국예술종합학교 연기과

## 출연 작품

### 드라마
- 2016년 SBS 드라마 스페셜 《질투의 화신》 ... 리홍단 역
- 2016년 SBS 월화 미니시리즈 《낭만닥터 김사부》 ... 우연화 역
- 2017년 OCN 주말 미니시리즈 《듀얼》 ... 류미래 역
- 2017년 KBS2 주말연속극 《황금빛 내 인생》 ... 서지수 / 최은석 역
- 2018년 tvN 수목 미니시리즈 《하늘에서 내리는 일억 개의 별》 ... 백승아 역
- 2018년 유튜브 프리미엄 웹 드라마 《탑 매니지먼트》 ... 은성 역
- 2019년 JTBC 금토 미니시리즈 《리갈 하이》 ... 서재인 역
- 2019년 tvN 주말 미니시리즈 《호텔 델루나》 ... 베로니카 역 (특별출연)
- 2020년 JTBC 금토 미니시리즈 《이태원 클라쓰》 ... 단밤 알바 면접보러 온 여대생 역 (특별출연)
- 2020년 MBC 월화 미니시리즈 《저녁 같이 드실래요?》 ... 이은서 역 (특별출연)
- 2020년 OCN 주말 미니시리즈 《미씽: 그들이 있었다》 ... 최여나 역
- 2022년 ENA 수목 미니시리즈 《사장님을 잠금해제》 ... 정세연 역
- 2024년 MBC 금토 미니시리즈 《수사반장 1958》 ... 이혜주 역
- 2025년 DISNEY+ 오리지널 시리즈 《메이드 인 코리아》

### 영화
| 연도 | 제목                                | 역할   | 감독   | 비고      |
| ---- | ----------------------------------- | ------ | ------ | --------- |
| 2016 | 《홍어》                            | 정민   | 연제광 | 독립 영화 |
| 2018 | 《너의 결혼식》                     | 박민경 | 이석근 |           |
| 2019 | 《영시》                            | 희경   | 최시형 | 독립 영화 |
| 2022 | 《킹메이커》                        | 수연   | 변성현 |           |
| 2022 | 《마녀(魔女) Part2. The Other One》 | 조현   | 박훈정 |           |

### 예능
| 연도 | 방송사 | 제목                 | 역할   | 기간                  | 비고 |
| ---- | ------ | -------------------- | ------ | --------------------- | ---- |
| 2018 | SBS    | 《런닝맨》           | 게스트 | 2018.06.17            |      |
| 2018 | tvN    | 《현지에서 먹힐까?》 | 출연자 | 2018.09.08~2018.11.17 |      |
| 2019 | SBS    | 《런닝맨》           | 게스트 | 2019.11.17~2019.11.24 |      |

### 광고
| 연도 | 기업명          | 제품명                                       | 종류         | 공동 출연      | 출처 |
| ---- | --------------- | -------------------------------------------- | ------------ | -------------- | ---- |
| 2015 | KT              | 자라섬 재즈 페스티벌                         | 통신         |                |      |
| 2016 | 동아제약        | 박카스 - 콜센터 편                           | 음료         |                |      |
| 2016 | 삼성전자        | 삼성 갤럭시 노트7 - 독립 편                  | 핸드폰       |                |      |
| 2016 | JTBC            | 다름다운 캠페인                              | 방송사       |                |      |
| 2016 | 코스메랩        | 지나인 스킨                                  | 화장품       |                |      |
| 2016 | 요진건설산업    | 요진건설산업                                 | 건설         |                |      |
| 2017 | 듀오정보        | 듀오정보                                     | 결혼중개업체 |                |      |
| 2017 | 현대자동차      | 어드밴티지 프로그램 - 안심할부 편            | 자동차       |                |      |
| 2017 | KT              | 피플 테크놀로지 - 배터리 절감기술 편         | 통신         | 조기성, 김창완 |      |
| 2017 | 익스피디아 그룹 | 익스피디아 - 대기 예약 편                    | 여행사       |                |      |
| 2018 | 롯데하이마트    | 미세먼지 철벽방어 온라인 X 오프라인 동시세일 | 가전         | 이태환         |      |
| 2018 | 익스피디아 그룹 | 익스피디아 - 호텔 할인 편                    | 여행사       |                |      |

## 수상 및 후보
| 연도 | 시상식                       | 부문                           | 작품                                | 결과 |
| ---- | ---------------------------- | ------------------------------ | ----------------------------------- | ---- |
| 2017 | 제5회 대한민국 마케팅대상    | 내일의 스타상 (Rising Star)    | 빈칸                                | 수상 |
| 2017 | 제2회 아시아 아티스트 어워즈 | 드라마부문 라이징 스타상       | 《황금빛 내 인생》                  | 수상 |
| 2017 | KBS 연기대상                 | 여자 신인연기상                | 《황금빛 내 인생》                  | 후보 |
| 2018 | 제54회 백상예술대상          | TV부문 여자 신인연기상         | 《황금빛 내 인생》                  | 후보 |
| 2018 | 제11회 코리아 드라마 어워즈  | 여자 신인연기상                | 《황금빛 내 인생》                  | 수상 |
| 2019 | 제14회 숨피 어워즈           | 최우수조연상 여자부문          | 《하늘에서 내리는 일억 개의 별》    | 후보 |
| 2022 | 제43회 청룡영화상            | 여우조연상                     | 《마녀(魔女) Part2. The Other One》 | 후보 |
| 2024 | MBC 연기대상                 | 미니시리즈부문 여자 우수연기상 | 《수사반장 1958》                   | 후보 |